# إيان بوفيدا
إيان كارلو بوفيدا-أوكامبو (بالإسبانية: Ian Poveda)‏ (من مواليد 9 فبراير 2000) ، والمعروف في بعض الأحيان باسم إيان كارلو بوفيدا أو إيان بوفيدا-أوكامبو، لاعب خط وسط إنجليزي من أصل كولومي يلعب في مانشستر سيتي.

## وصلات خارجية
- إيان بوفيدا على موقع الاتحاد الأوربي (الإنجليزية)
- إيان بوفيدا على موقع قاعدة بيانات كرة القدم.إي يو (الإنجليزية)
- إيان بوفيدا على موقع ليكيب (الفرنسية)
- إيان بوفيدا على موقع ناشيونال فوتبول تيمز (الإنجليزية)
- إيان بوفيدا على موقع Soccerbase.com (لاعب) (الإنجليزية)
- إيان بوفيدا على موقع Soccerway.com (الإنجليزية)
- إيان بوفيدا على موقع عالم كرة القدم.نت (الإنجليزية)

- إيان بوفيدا على Soccerbase
- إيان بوفيدا – سجل منافسات اليويفا